# Роберт Тейлор (актор)
Роберт Тейлор (англ. Robert Taylor, справжнє ім'я — Спенглер Арлінгтон Бру, англ. Spangler Arlington Brugh; 5 серпня 1911, Філлі, Небраска — 8 червня 1969, Санта-Моніка, Каліфорнія) — найпопулярніший американський актор кіно і телебачення, один з найпомітніших акторів свого часу.

## Біографія
Тейлор народився в сім'ї провінційного лікаря. Майстерності актора навчався у театральній школі Ніла Джексона в Голлівуді. Перша роль, яка принесла Тейлору гучну популярність, була у фільмі Джорджа Кьюкора «Камілла» (1936, в нашому прокаті — «Дама з камеліями», за п'єсою Дюма-сина). Він став зніматися в 1930-і роки і цей час, можливо, варто назвати піком його кар'єри. Публіка була скорена його роботами в картинах «Натовп реве» (1938) і «Три товариші» (1938). Сам Роберт вважав переломною роль офіцера Роя Кроніна в культовій донині картині «Міст Ватерлоо», де він зіграв в дуеті з красунею Вів'єн Лі. Зігравши льотчика у фільмі, сам Тейлор піде на фронт служити в авіацію через три роки.
У романтичній стрічці «Пісня про Росію» (1944) Грегорі Ратофа екранне життя героя також пов'язане з темою війни. Привабливий, не позбавлений почуття гумору, відкритий і щирий американець Джон Мередіт, музикант і диригент, який приїхав до Росії, щоб зіграти Чайковського на його батьківщині, закохується в російську дівчину Надю. Починається війна, і він опиняється в пеклі трагічних подій. Пізніше, будучи фанатичним суперпатріотом, Тейлор публічно відрікся від цієї ролі.
Так склалося, що багато режисерів, одного разу попрацювавши з Робертом, знову і знову запрошували актора у свої постановки. Наприклад, з Річардом Торпом він співпрацював 6 разів. Тейлор відрізнявся не тільки чудовим акторським даруванням, а й серйозним ставленням до своєї роботи.
У 1951 році знявся у екранізації роману Генріка Сенкевича "Камо грядеші" режисера Мервіна Лероя.
У 50-і роки Тейлор двічі з'явився в картинах, знятих за книгами Вальтера Скотта. Він зіграв головні ролі у фільмах «Айвенго» і «Квентін Дорвард (англ.)».
Надалі Роберт Тейлор знімався чимало, але, за рідкісним винятком, його фільми і його ролі були вже не так затребувані у глядача. Останніми роботами актора в кіно стали стрічки «Там, де ангели з'являються, неприємності починаються» і «Рубль з двома решками» в 1968 році.
Тейлор помер 8 червня 1969 від раку легенів.

## Особисте життя
Він ніколи не виставляв напоказ своє життя поза роботою, уособлюючи благородство і за межами кінокадру. Двічі був одружений — з акторками Барбарою Стенвік та Урсулою Тісс (у цьому шлюбі було двоє дітей).

## Фільмографія
1. 1934: Зла жінка / A Wicked Woman — Білл Рентон
2. 1935: Убивство на флоті / Murder in the Fleet — лейтенант Том Рендольф
3. 1936: Чудова інсинуація / The Gorgeous Hussy— «Бов» Тімберлейк
4. 1936: Дама з камеліями / Camille — Арман Дюваль
5. 1938: Три товариші / Three Comrade — Еріх Лохкамп
6. 1939: Встань і бийся / Stand Up and Fight — Блейк Кантрелл
7. 1940: Міст Ватерлоо / Waterloo Bridge — Рой Кронін
8. 1940: Втеча / Escape — Марк Прейсінг
9. 1941: Джонні Ігер / Johnny Eager — Джонні Ігер
10. 1941: Коли дами зустрічаються / When Ladies Meet — Джиммі Лі
11. 1942: Її картонний коханець / Her Cardboard Lover — Террі Тріндейл
12. 1944: Пісня про Росію / Song of Russia — Джон Мередіт
13. 1950: В тилу ворога / Ambush — Ворд Кінсмен
14. 1951: Камо грядеши / Quo Vadis — Марк Вініцій
15. 1952: Айвенго / Ivanhoe — Уілфред Айвенго
16. 1953: Відважні супротивники / Ride, Vaquero! — Ріо
17. 1953: Лицарі Круглого столу / Knights of the Round Table — Ланселот
18. 1955: Квентін Дорвард / The Adventures of Quentin Durward — Квентін Дорвард
19. 1959: Убивці з Кіліманджаро / Killers of Kilimanjaro — Роберт Адамсон